# Liga Deportiva Universitaria de Loja
Liga Deportiva Universitaria de Loja is een professionele voetbalclub uit Loja, Ecuador. De club werd opgericht in 1979 en kwam tot 2010 uit in de lagere klassen van het Ecuadoraanse voetbal. In 2010 promoveerde de club naar de Serie A.

## Erelijst
- Serie B (1)

2010

## Stadion
LDU Loja speelt haar thuiswedstrijden in het Estadio Federativo Reina del Cisne in Loja. Dit stadion biedt plaats aan 15.000 toeschouwers en werd geopend in 1980.